# Bunkermuseet ved Ollerup Gymnastikhøjskole
Bunkermuseet ved Ollerup Gymnastikhøjskole eller Ollerupbunkeren er en bunker, der blev bygget af den tyske besættelsesmagt i 1944.
I 2002 samlede en kreds af lokale historieforskere og blev enige om at istandsætte de 100 meter lange gange. På væggene er opsat en en hel del plancher, der fortæller om stedlige begivenheder under Anden Verdenskrig, samt modeller af de fly, som overfløj og eventuelt styrtede ned i området, m.m. I alt er der 43 emner.
I perioden fra 1. maj – 1. november er der offentlig fri entre. Den 4. maj holder foreningen bag bunkeren en lysfest på stedet.
55°04′12.72″N 10°30′45.72″Ø / 55.0702000°N 10.5127000°Ø